# Vasdavidius
Vasdavidius is een geslacht van halfvleugeligen (Hemiptera) uit de familie witte vliegen (Aleyrodidae), onderfamilie Aleyrodinae.
De wetenschappelijke naam van dit geslacht is voor het eerst geldig gepubliceerd door Russell in 2000. De typesoort is Aleurocybotus indicus.

## Soorten
Vasdavidius omvat de volgende soorten:
- Vasdavidius cobarensis (Martin, 1999)
- Vasdavidius concursus (Ko in Ko, Wu & Chou, 1998)
- Vasdavidius indicus (David & Subramaniam, 1976)
- Vasdavidius miscanthus (Ko in Ko, Wu & Chou, 1998)
- Vasdavidius setiferus (Quaintance & Baker, 1917)